# The Immigrant (2013)

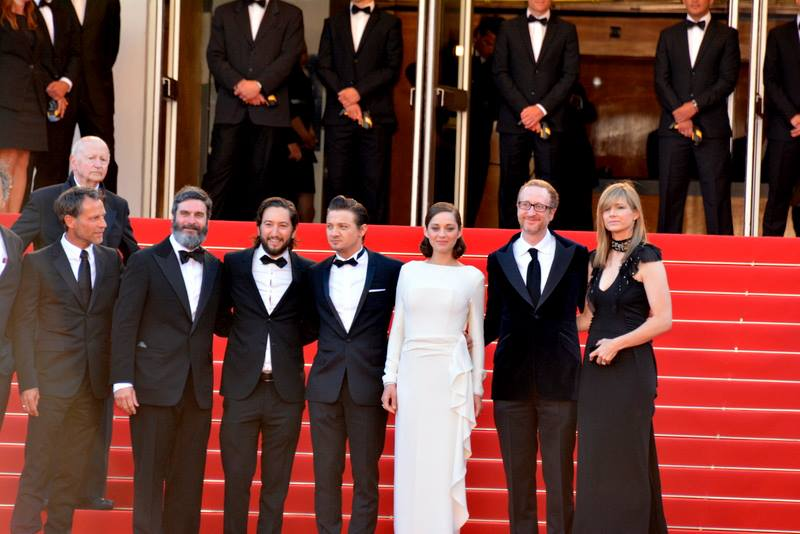
Elenco do Filme no Festival de Cannes 2013

The Immigrant (título no Brasil A Imigrante / Era Uma Vez em Nova York, em Portugal A Emigrante) é um filme estadunidense de 2013, do gênero drama, dirigido por James Gray e estrelado por Marion Cotillard, Joaquin Phoenix e Jeremy Renner. Foi indicado a Palma de Ouro do Festival de Cannes em 2013.

## Sinopse
Em 1920, as irmãs polonesas Ewa Cybulska (Marion Cotillard) e Magda (Angela Sarafyan) partem em direção a Nova Iorque, em busca de uma vida melhor. Mas, assim que chegam, Magda fica doente e Ewa, sem ter a quem recorrer, acaba nas mãos do cafetão Bruno (Joaquin Phoenix), que a explora em uma rede de prostituição. A chegada de Orlando (Jeremy Renner), mágico e primo de Bruno, mostra um novo amor e um novo caminho para Ewa.

## Elenco
- Marion Cotillard ... Ewa Cybulska
- Joaquin Phoenix ... Bruno Weiss
- Jeremy Renner ... Orlando the Magician / Emil
- Yelena Solovey ... Rosie Hertz
- Dagmara Dominczyk ... Belva
- Maja Wampuszyc ... Aunt Edyta
- Angela Sarafyan ... Magda Cybulska
- Ilia Volok ... Wojtek
- Antoni Corone ... Thomas MacNally
- Dylan Hartigan ... Roger